# Dendy Sulistyawan
Dendy Sulistyawan (* 12. Oktober 1996 in Lamongan) ist ein indonesischer Fußballspieler.

## Karriere

### Verein
Der Mittelstürmer stammt aus der Jugend von Persela Lamongan und spielte dort auch erstmals in der Saison 2015/16 für dessen Profimannschaft in der Liga 1. Anschließend folgte der Wechsel zum Ligarivalen Bhayangkara FC und der Gewinn des nationalen Meistertitels. Anfang 2018 war Sulistyawan für sechs Monate leihweise bei Persela Lamongan aktiv und kehrte dann nach Bhayangkara zurück.

### Nationalmannschaft
Obwohl schon im März 2017 zum ersten Mal für die indonesische A-Nationalmannschaft berufen, debütierte Sulistyawan erst am 24. September 2022 im Testspiel gegen Curaçao. Beim 3:2-Heimerfolg im Gelora Bandung Lautan Api Stadium von Bandung wurde er in der 75. Minute für Witan Sulaeman eingewechselt und drei Tage später konnte er dann nach erneuter Einwechslung gegen Curaçao den 2:1-Siegtreffer erzielen.

## Erfolge
- Indonesischer Meister: 2017